# 垂水神社 (吹田市)

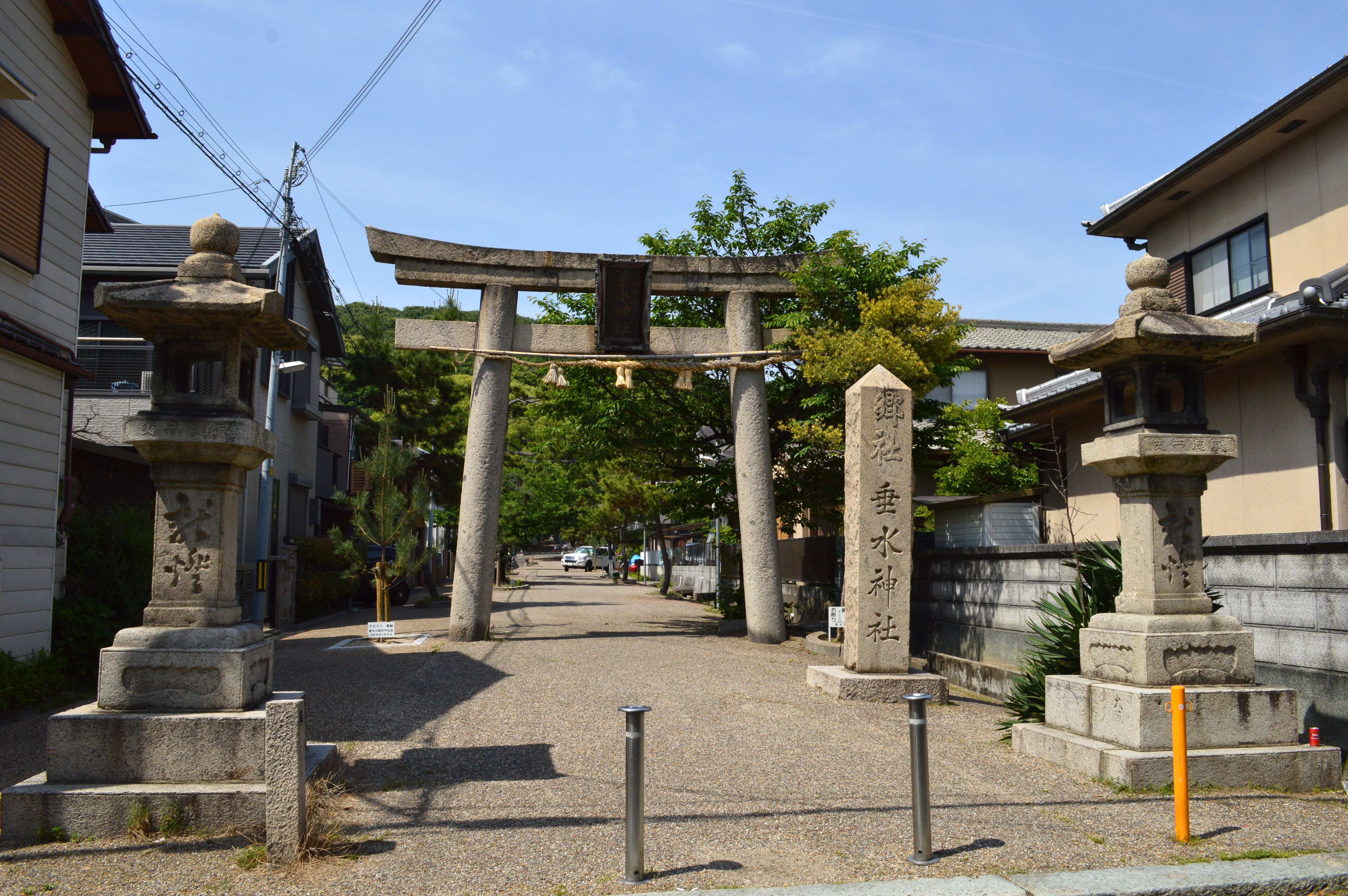
鳥居

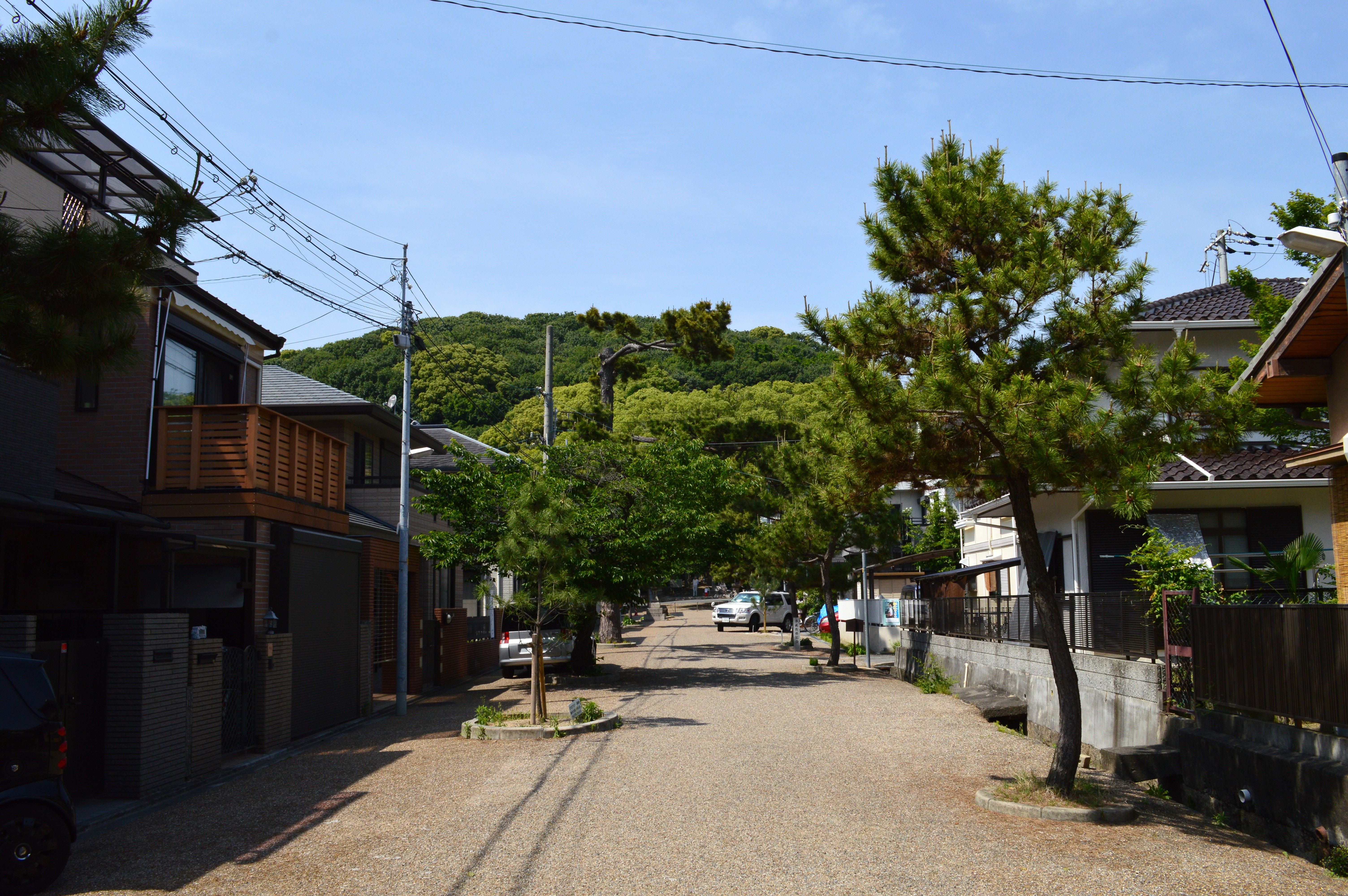
参道と千里丘陵

垂水神社（たるみじんじゃ）は、大阪府吹田市垂水町にある神社。式内社（名神大社）で、旧社格は郷社。現在は神社本庁に属さない単立神社。

## 祭神
祭神は次の3柱。
主祭神
- 豊城入彦命（とよきいりひこのみこと） - 第10代崇神天皇皇子。

相殿神
- 大己貴命（おおなむちのみこと）
- 少彦名命（すくなひこなのみこと）

延長5年（927年）成立の『延喜式』神名帳での祭神の記載は1座。『延喜式』臨時祭では、祈雨神祭条・名神祭条において1座とするが、八十島祭条においては2座とする。

### 祭神について
垂水神社の社名の「垂水」とは、「崖から流れ落ちる水」を意味する。千里丘陵南端に位置する境内は地形的に丘陵からの湧水が生じる場所で、当地を鎮座地とする垂水神は古くから水の神として信仰された。後述のように文献では、『新撰姓氏録』には「垂水岡」の水にまつわる当社の由緒が記されるほか、国史等には朝廷から当社へ幾度も祈雨祈願の奉幣がなされた旨が記されている。近世の『摂津名所図会』・『摂津志』にも当地の湧水に関する記述があり、特に『摂津名所図会』では霊泉として信仰された様子が記されている。
また垂水地域では、古代氏族として垂水氏（たるみうじ、垂水公）が居住し、垂水神社の祭祀にも関与したことが知られる。この垂水氏について、『新撰姓氏録』右京皇別 垂水公条では賀表乃真稚命（豊城入彦命四世孫）の後裔とし、その分注には阿利真公（ありまのきみ、豊城入彦命六世孫）の時に「垂水公」の姓を賜るとともに垂水神社の祭祀を管掌したとする。現在の垂水神社で人格神とされる豊城入彦命は、この垂水氏の遠祖にあたる。一説として、この垂水氏が関与する以前より当社は水の神を祀る素朴な祠として鎮座していたが、垂水氏の関与により人格神に豊城入彦命があてられたとも推測されている。なお『新撰姓氏録』では、左京皇別に同じく豊城入彦命を祖とする垂水史の記載も見える。
近世の『摂津名所図会』では、当時の祭神は豊城入彦命である旨とともに、別説として祭神は常陸国薬師神社（現在の大洗磯前神社）と同体で大己貴命・少彦名命であるとする説も挙げており、現在の垂水神社ではこれらの3神とも祭神としている。また伴信友は『神名帳考証土代』において、『日本書紀』神功皇后紀に見える依網男垂見を祭神とする説を挙げる。

## 歴史

### 創建
創建は不詳。『新撰姓氏録』右京皇別 垂水公条によると、孝徳天皇の時（645年-654年）に旱魃のことがあったが、阿利真公（豊城入彦命六世孫）が「垂水岡」から高樋で天皇の宮（難波長柄豊碕宮）まで水を通したので、その功により阿利真公は「垂水公」の姓を賜り、また垂水神社を管掌したという。
立地としては、弥生時代の中核的集落と推定される垂水遺跡および垂水南遺跡の中央に位置する。

### 概史
『新抄格勅符抄』大同元年（806年）牒によれば、当時の「住吉垂水神」には神戸（かんべ）として22戸が充てられており、そのうち2戸は天平宝字3年（759年）12月29日符で摂津国から、1戸は天平神護元年（765年）9月7日符で備中国から充てられていた。この記載で神名に「住吉」を冠することから、この頃には住吉大社と深い関わりにあったと推測する説もある。
国史では次のように祈雨奉幣の記事が散見される。
- 承和3年（836年）6月6日、松尾・賀茂御祖・住吉・垂水等の社に祈雨の祈願。
- 承和5年（838年）8月28日、賀茂上下・松尾・乙訓・垂水・住吉等の名神に霽の祈願。
- 承和7年（840年）4月29日、松尾・賀茂・乙訓・貴布祢・丹生川上雨師・垂水等の社に甘雨防風災の祈願。
- 承和8年（841年）4月29日、松尾・賀茂・乙訓・貴布祢・垂水・住吉・雨師神に甘雨防風災の祈願。
- 承和9年（842年）3月15日、貴布祢・住吉・垂水・丹生川上等の諸社に甘雨の祈願。
- 貞観元年（859年）9月8日、垂水神含む数十神に風雨の祈願。
- 元慶元年（877年）6月14日、石清水八幡大菩薩宮・賀茂御祖・別雷・松尾・稲荷・木島・乙訓・大依羅・垂水・広田・生田・長田神社に甘雨の祈願。
- 応和3年（963年）7月15日、垂水社含む数十社に祈雨の祈願。

以上のほか、承和8年（841年）閏9月には「垂水神」に対して従五位下勲八等の神階奉叙の記事が、天安3年（859年）1月には従四位下への昇叙の記事が見える。
延長5年（927年）成立の『延喜式』神名帳では摂津国豊島郡に「垂水神社 名神大 月次新嘗」として、名神大社に列するとともに、朝廷の月次祭・新嘗祭では幣帛に預かる旨が記載されている。また『延喜式』臨時祭では、八十島神祭・祈雨神祭・名神祭で幣帛を受ける神々のうちに垂水神の記載が見える。平安時代中期の『和名抄』に見える地名のうちでは、当地は豊島郡豊島郷に比定される。
保安元年（1120年）の「摂津国正税帳案」では垂水神の神戸について「垂水神戸壱烟 租稲捌拾束」と記されているほか、永万元年（1165年）の「神祇官諸社年貢注文」や文治5年（1189年）の「春日社領垂水西牧榎坂郷田畠取帳」、貞治5年（1366年）の「春日社領垂水西牧榎坂郷内東方目録帳」にも垂水社に関する記載が認められる。
中世期の変遷については、史料にほとんど記述が見えないため詳らかでない。社伝では兵火により衰微したとする。
江戸時代には、天和3年（1683年）に社殿再建のことがあった。
明治維新後、明治5年（1872年）に近代社格制度において郷社に列し、明治40年（1907年）2月に神饌幣帛料供進神社に指定された。その後、昭和49年（1974年）に現在に見る社殿が再建されている。

### 近代
平成23年4月に垂水神社の「鎮守の森」を切り崩してマンション開発を行う説明会が近隣住民に対して行われた。説明会でマンション開発のことを知った氏子らは「垂水の森を守る会」を結成し反対活動を開始。神社の周辺に約100箇所のマンション建設反対を訴えるのぼりを立てる、建設反対ポスターの掲示、開発許可を出した吹田市への反対署名（約1万3千名）を提出した。合わせて、マンション建設には神社の所有地にある道路を通行する必要があることを突き止め、工事車両の通行を拒否して開発中止を迫った。
平成25年2月、マンション開発業者は神社側へ計画地の買取を打診し、同年11月に神社が募金を集めて買い取ることで契約が成立し、「鎮守の森」が守られた。NPO法人 社叢学会の糸谷理事によると、計画見直しなどの折衷案が通ることはあっても、マンション開発自体が止まった例は珍しいと話す。

### 神階
- 承和8年（841年）閏9月2日、従五位下勲八等 （『続日本後紀』） - 表記は「垂水神」[原 9]。
- 天安3年（859年）1月27日、従五位上から従四位下 （『日本三代実録』） - 表記は「垂水神」[原 10]。

## 境内

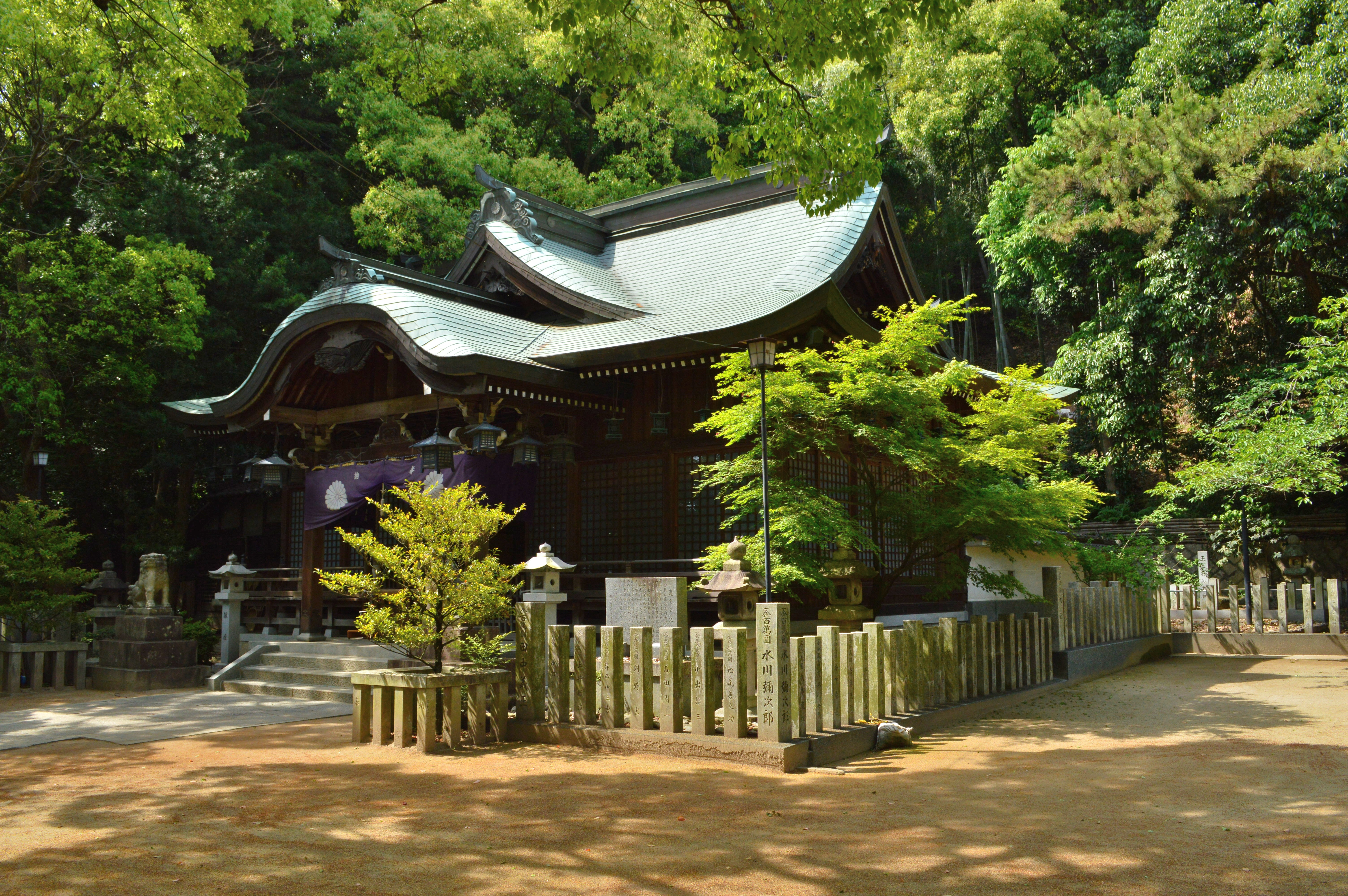
社殿 手前に拝殿、右奥に本殿。
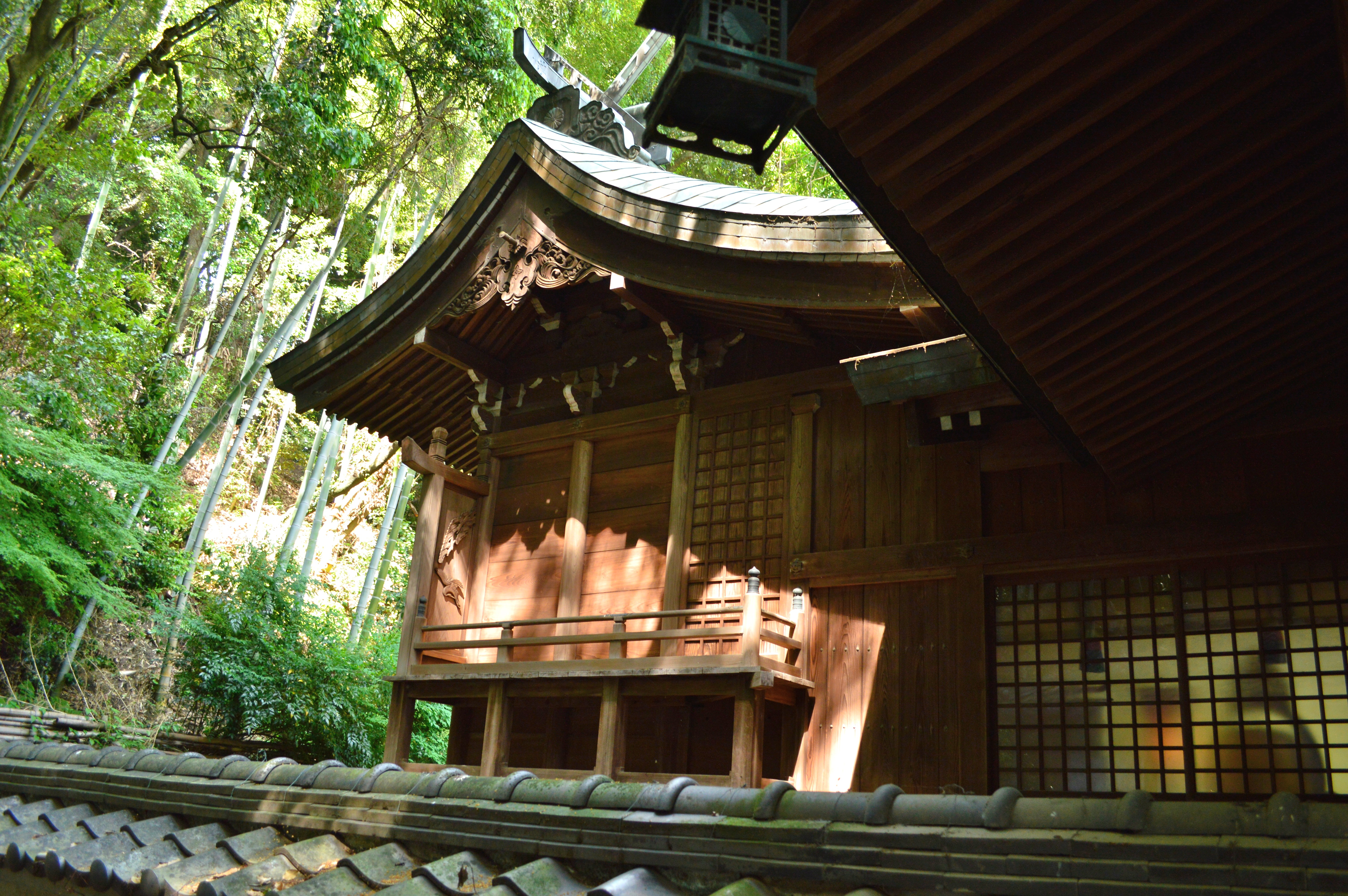
本殿
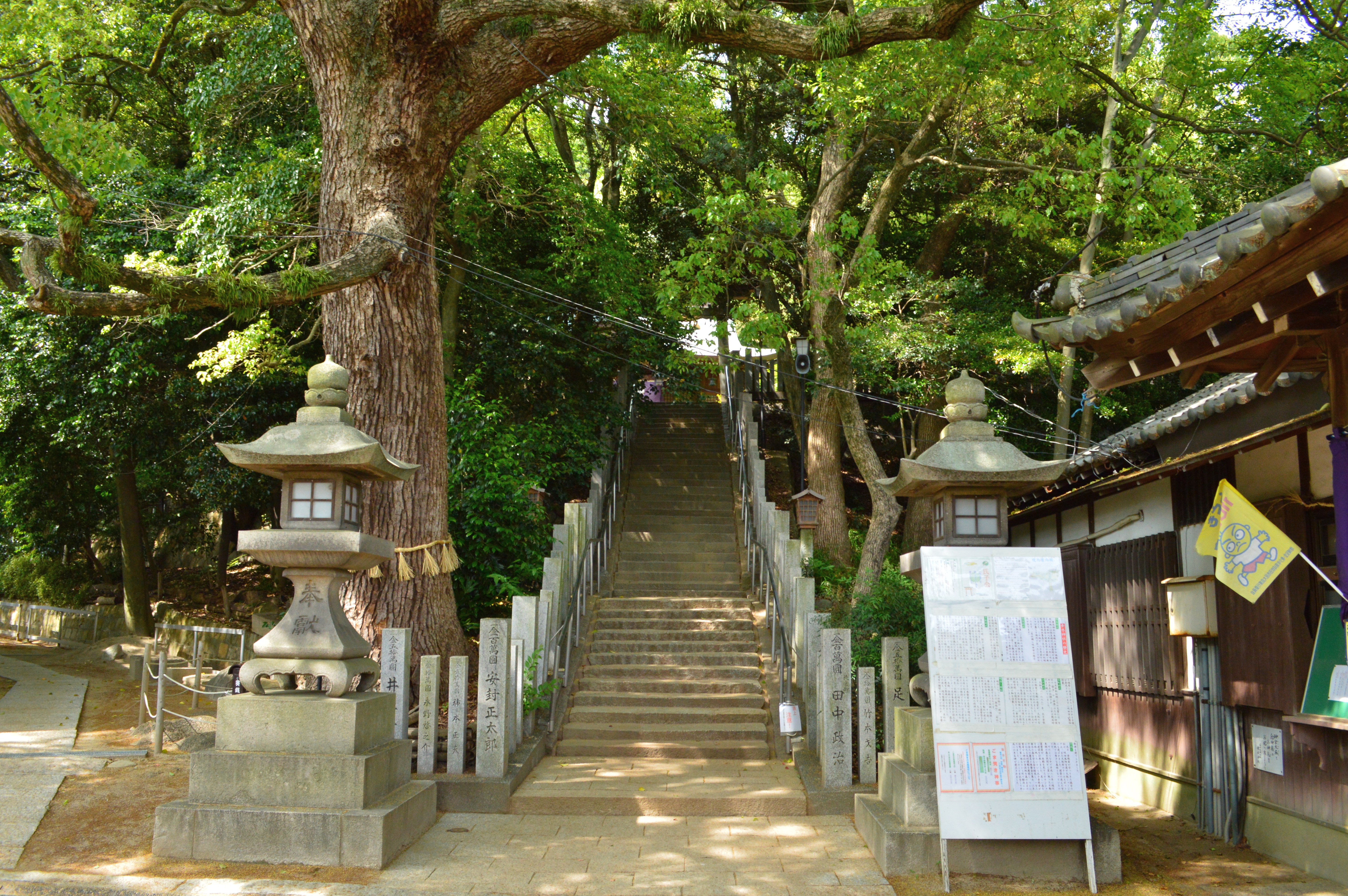
境内参道
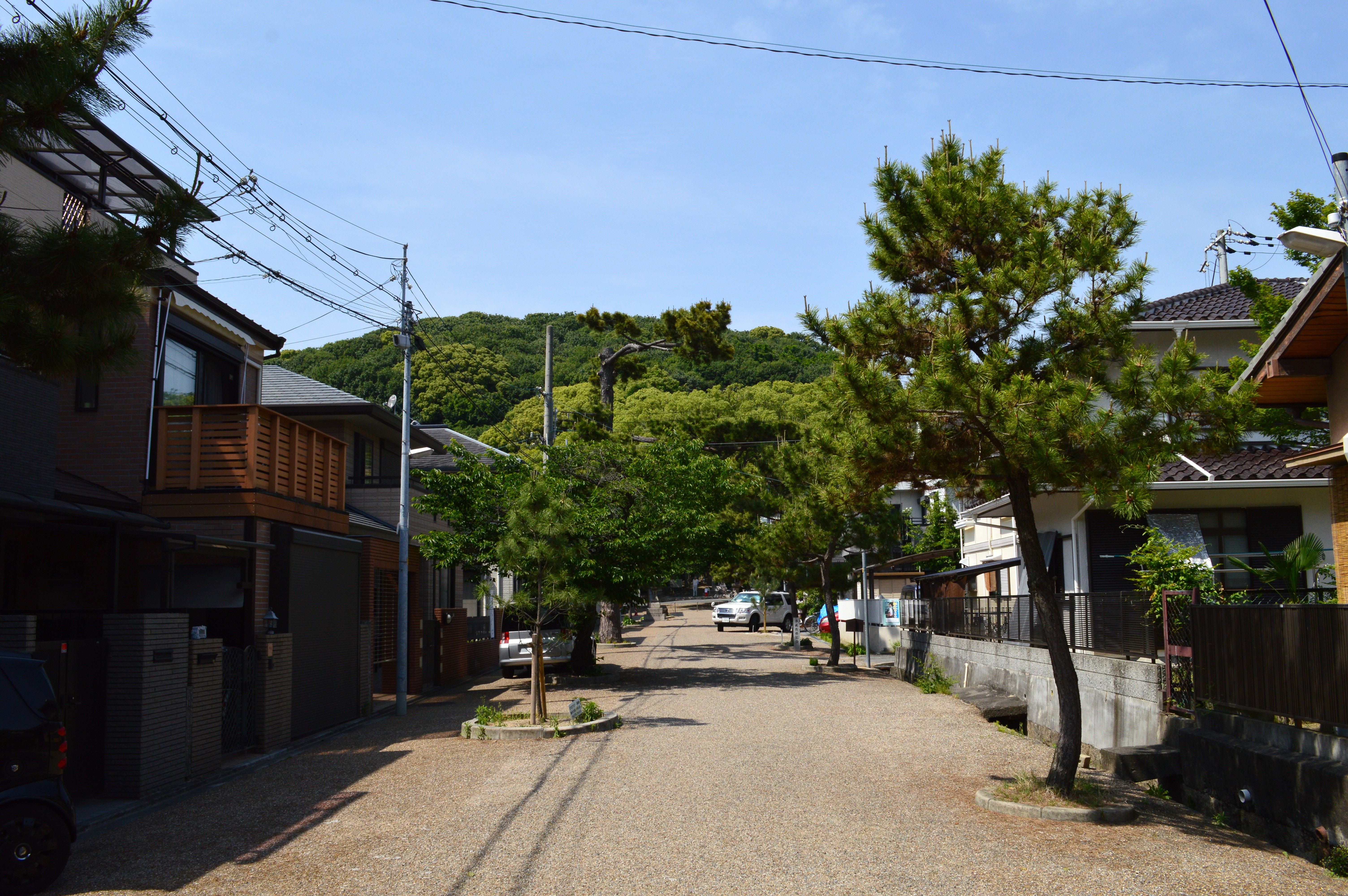
参道
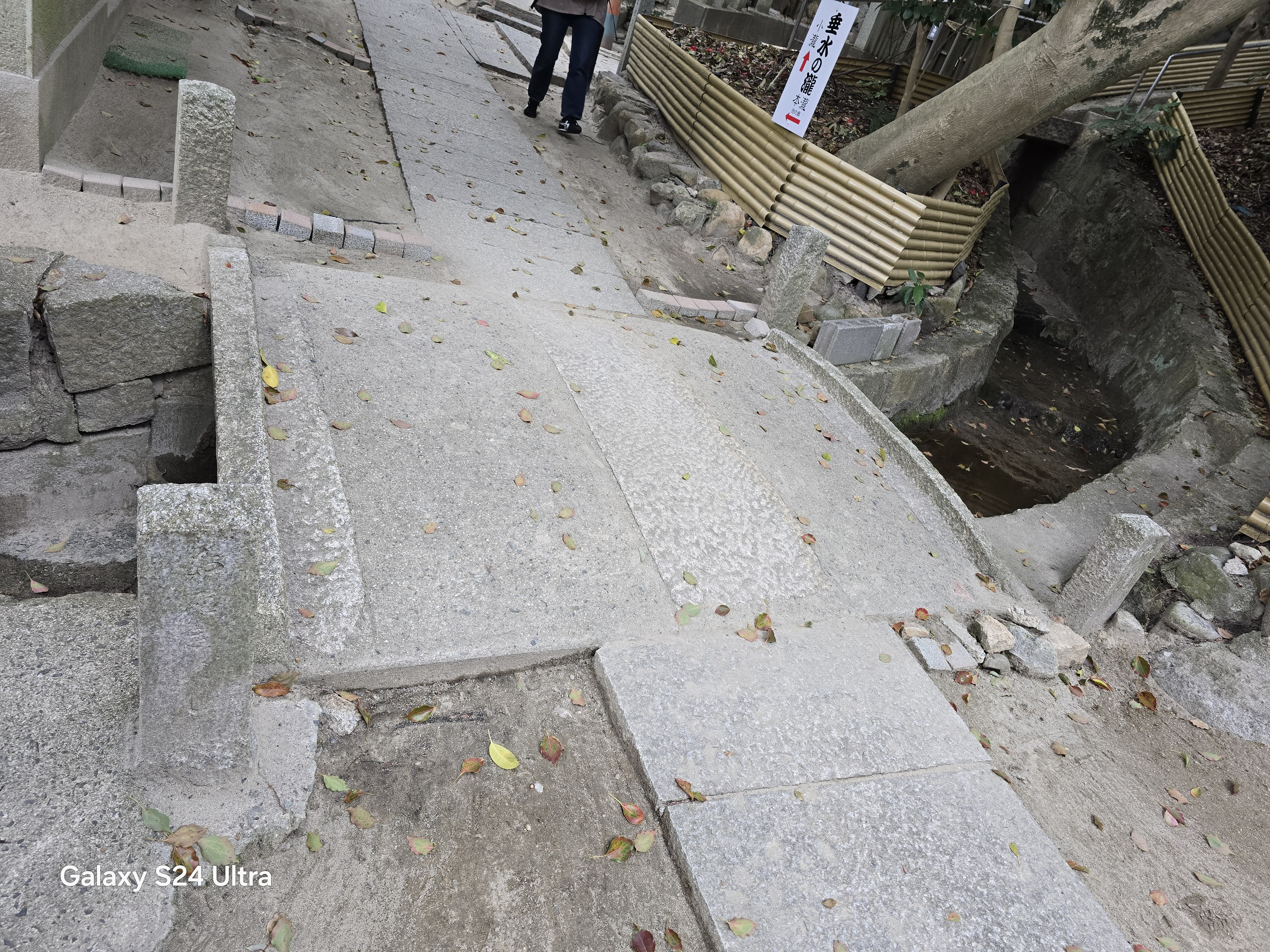
御滝橋
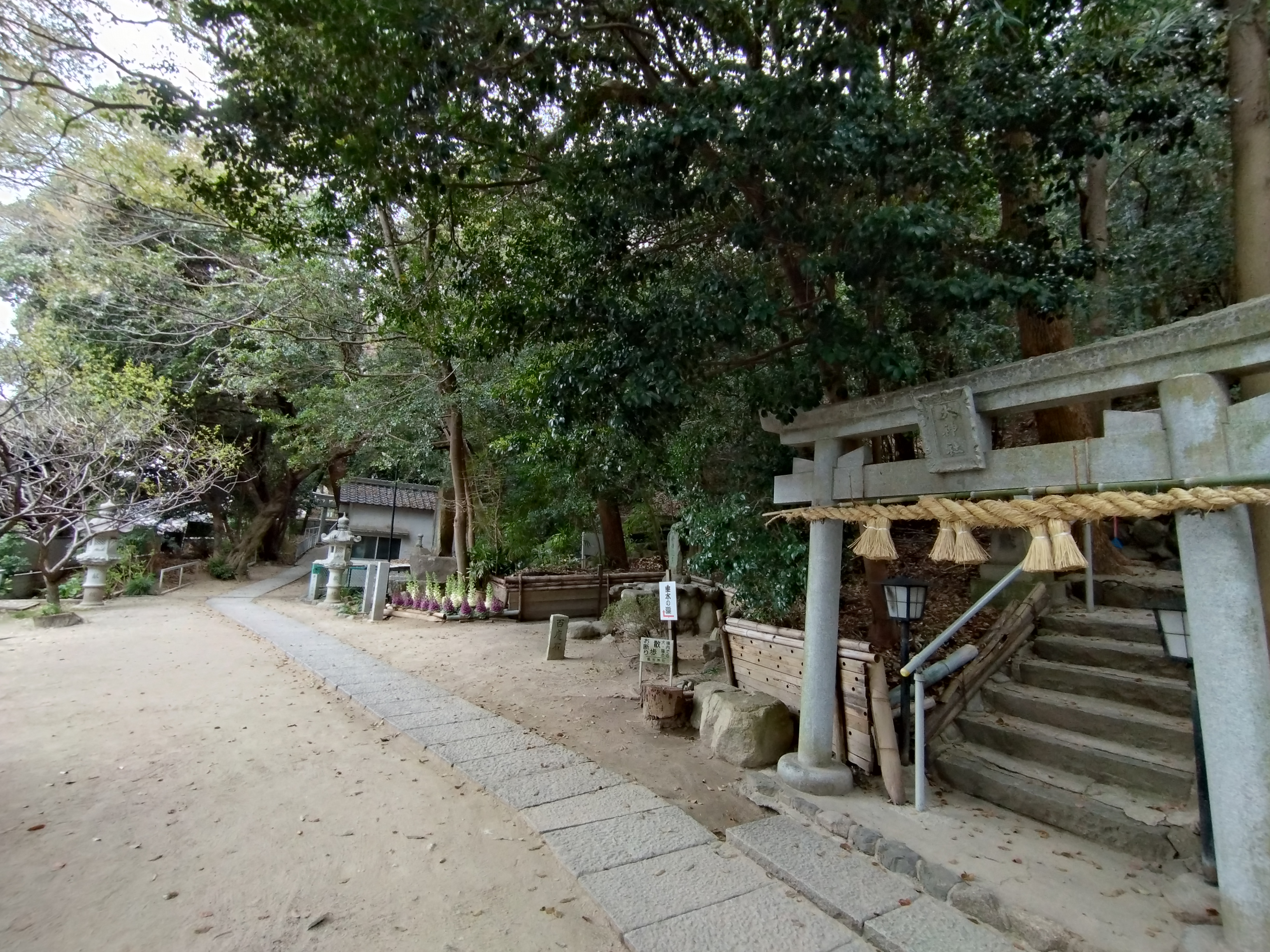
大神社と不動社
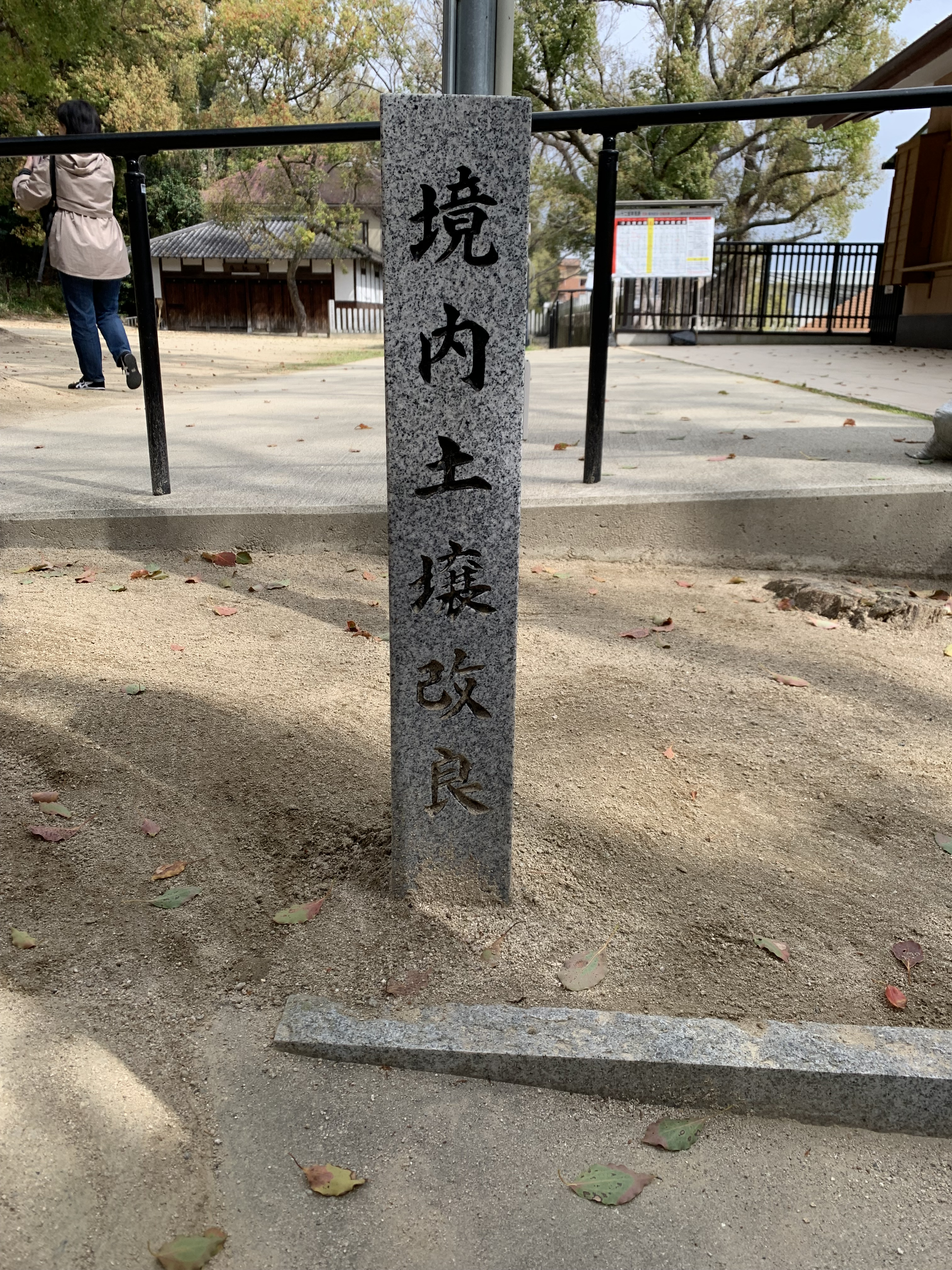
土壌改良記念碑
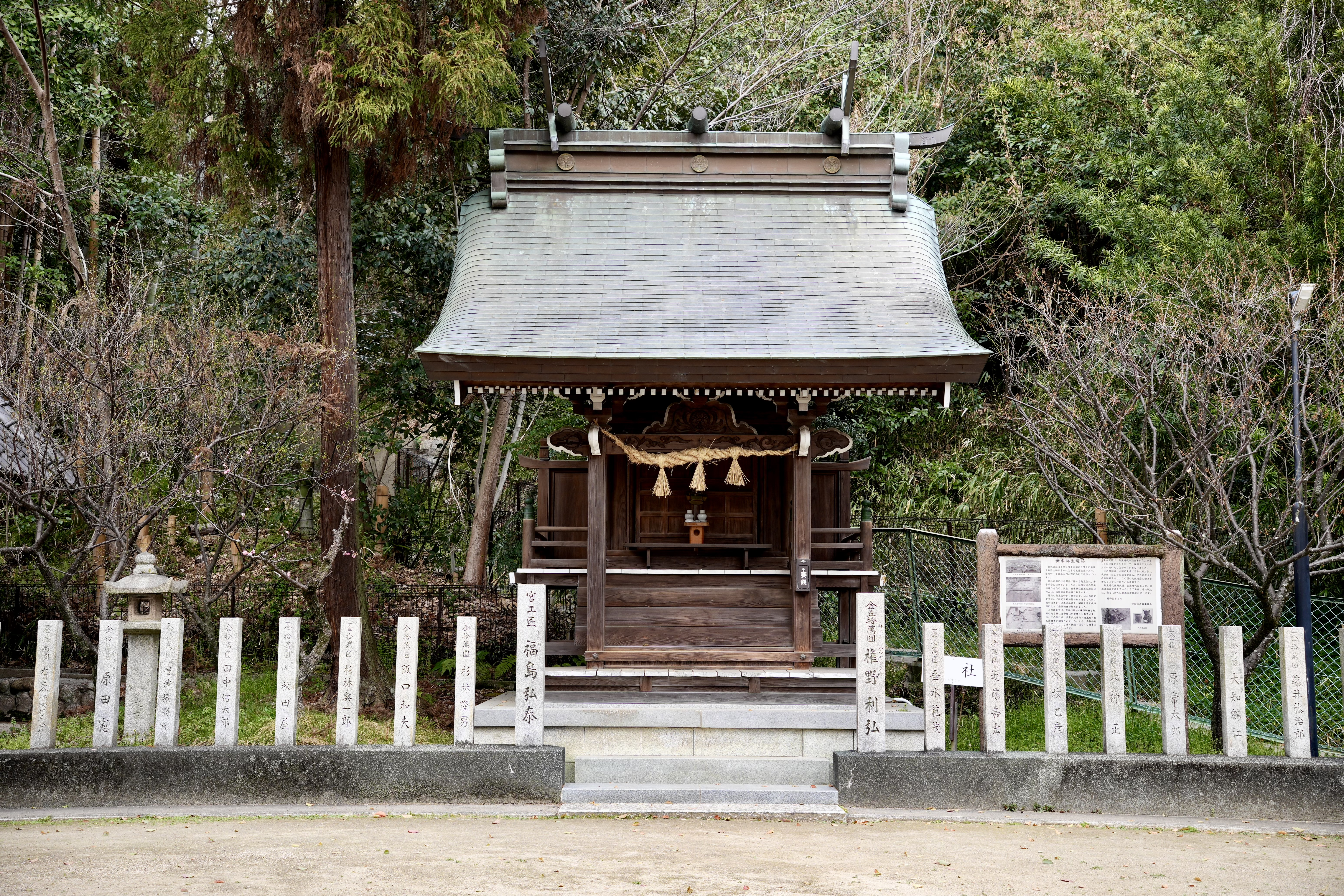
戎社

## 摂末社
境内社・境外社として次の神社が鎮座する。
- 末社
  - 戎社 - 祭神：金山比古命、金山比売命、豊宇気姫命、事代主命
  - 祓戸社 - 祭神：息吹戸主命、瀬織津比売命、速開津比売命、速佐須良比売命
  - 皇太社 - 祭神：伊佐那岐命、伊佐那美命、天照大神
  - 楠社 - 祭神：大綿津見命、市杵島姫神
- 御旅所
  - 楠明神社 - 祭神：大綿津見命、市杵島姫神
- その他
  - 不動社

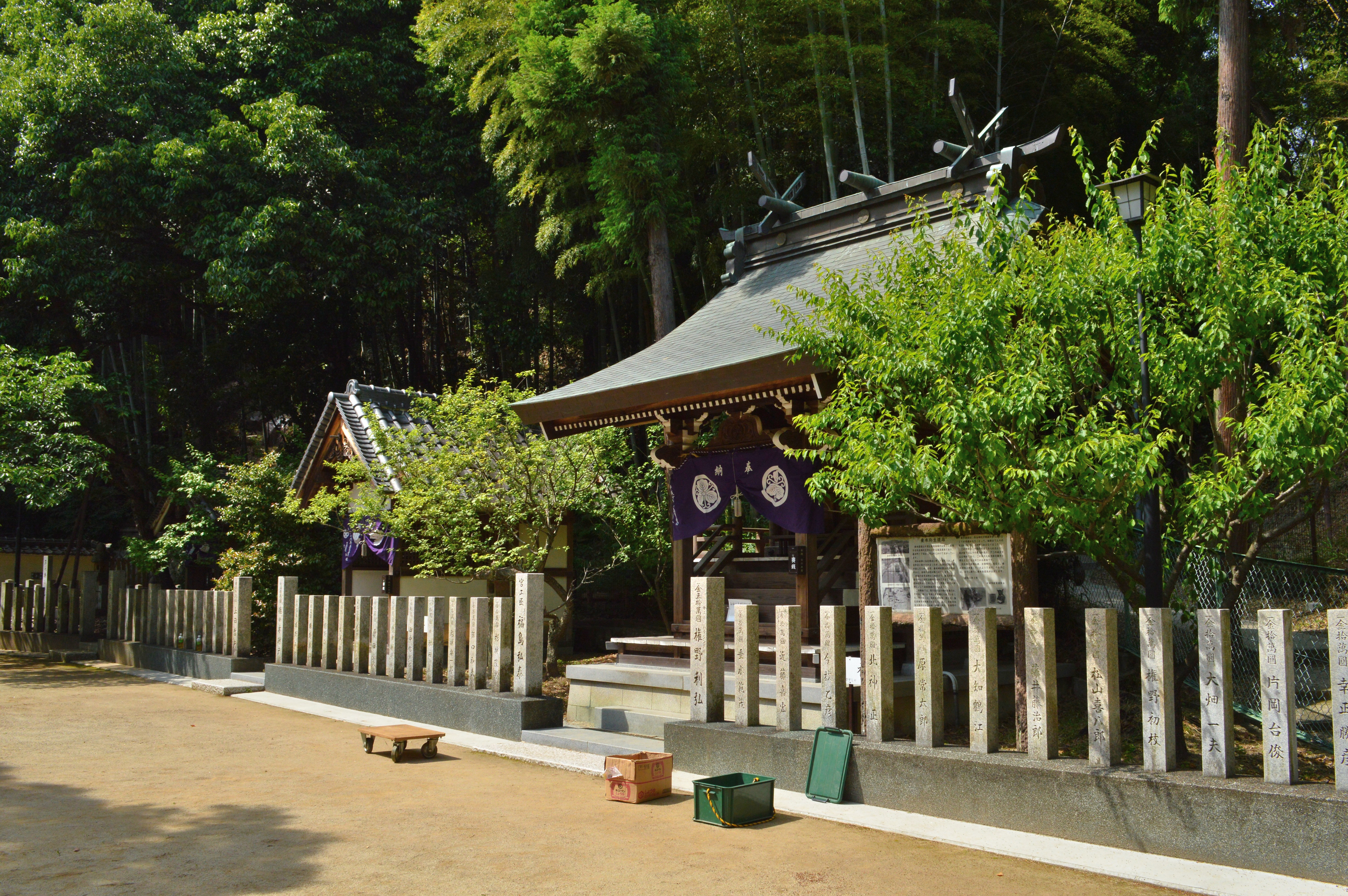
境内社
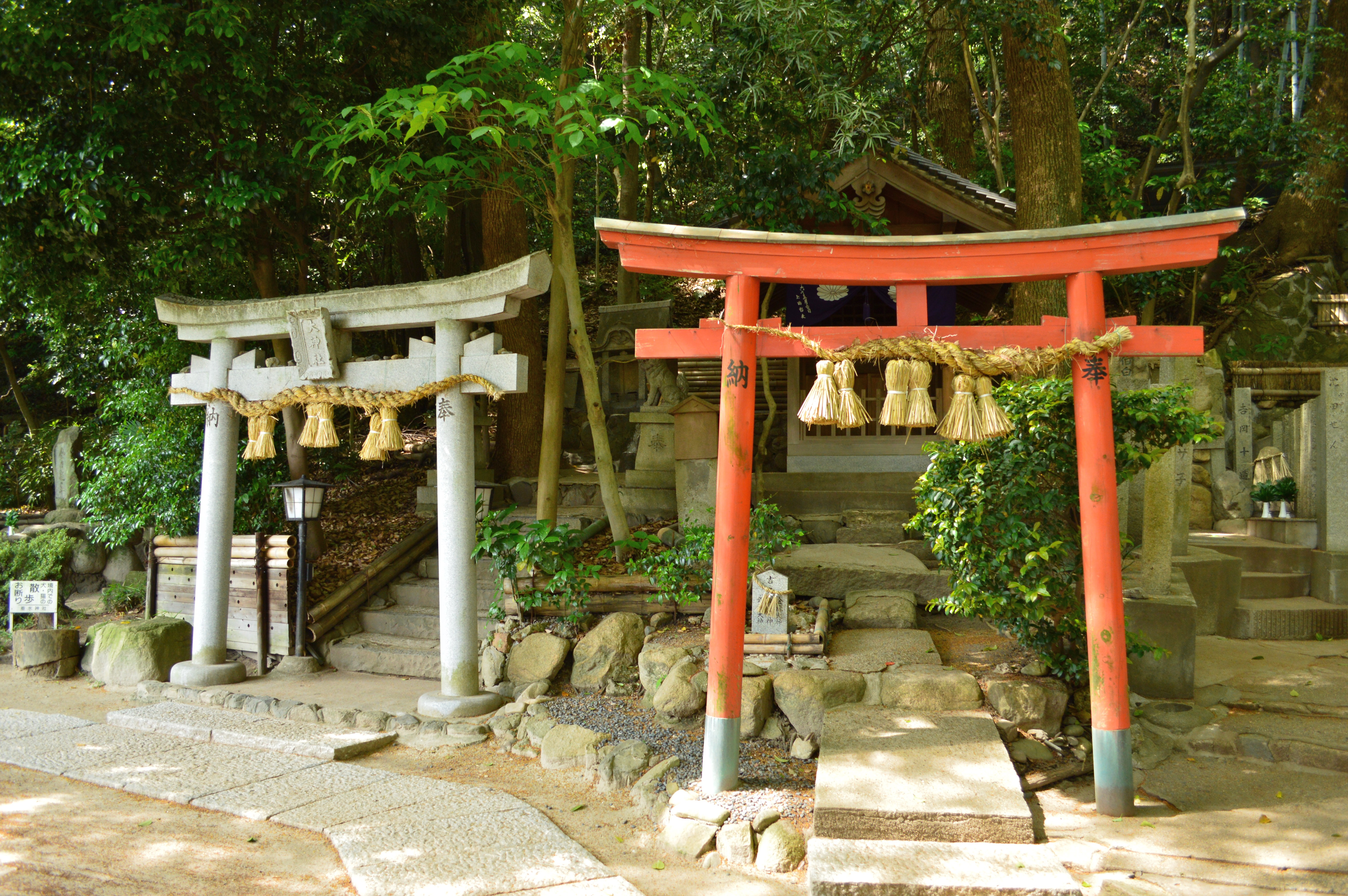
境内社

## 祭事
垂水神社で年間に行われる祭事は次の通り。
- 月首祭・月次祭 （毎月1日・15日）
- 不動社護摩 （毎月8日）
- 歳旦祭 （1月1日）
- 垂水戎 （1月10日）
- どんと祭 （1月15日）
- 節分祭 （2月3日）
- 宵宮（御旅所祭） （5月20日）
- 春祭 （5月21日）
- 夏越の祓 （6月30日）
- 宵宮（御旅所祭） （10月20日）
- 秋祭 （10月21日） - 例祭。
- 大祓 （12月31日）

## 登場作品
- 『万葉集』巻8より1首（万葉集には垂水が読まれた歌が３首あるが、固有名詞とする説と普通名詞とする説がある）[2][3][7][12][13]

| 「                              | 春雑歌 志貴皇子懽御歌一首 石走る 垂水の上の さわらびの 萌え出づる春に なりにけるかも | 」 |
| —志貴皇子、『万葉集』巻8 1418番 |                                                                                      |    |

## 現地情報
所在地
- 大阪府吹田市垂水町1-24-6

交通アクセス
- 鉄道
  - 阪急電鉄千里線 豊津駅（徒歩約10分）
  - Osaka Metro御堂筋線・北大阪急行電鉄南北線 江坂駅（徒歩約20分）
- バス
  - 阪急バス吹田線84・86系統 垂水停留所（徒歩5分）循環区間につき江坂発の便は寄らないので注意。